# Ярмен
Ярмен (нем. Jarmen) — город в Германии, расположен в земле Мекленбург-Передняя Померания. Город подразделяется на 8 городских районов.

## История

### Название
В 1269 году Ярмен был упомянут как «Гермин» (Germin). Это может переводиться как старательный или смелый. Только в герцогской грамоте 1340 года город стал называться по-нижненемецки «Ярмен» (Jarmen).

### Ранняя история

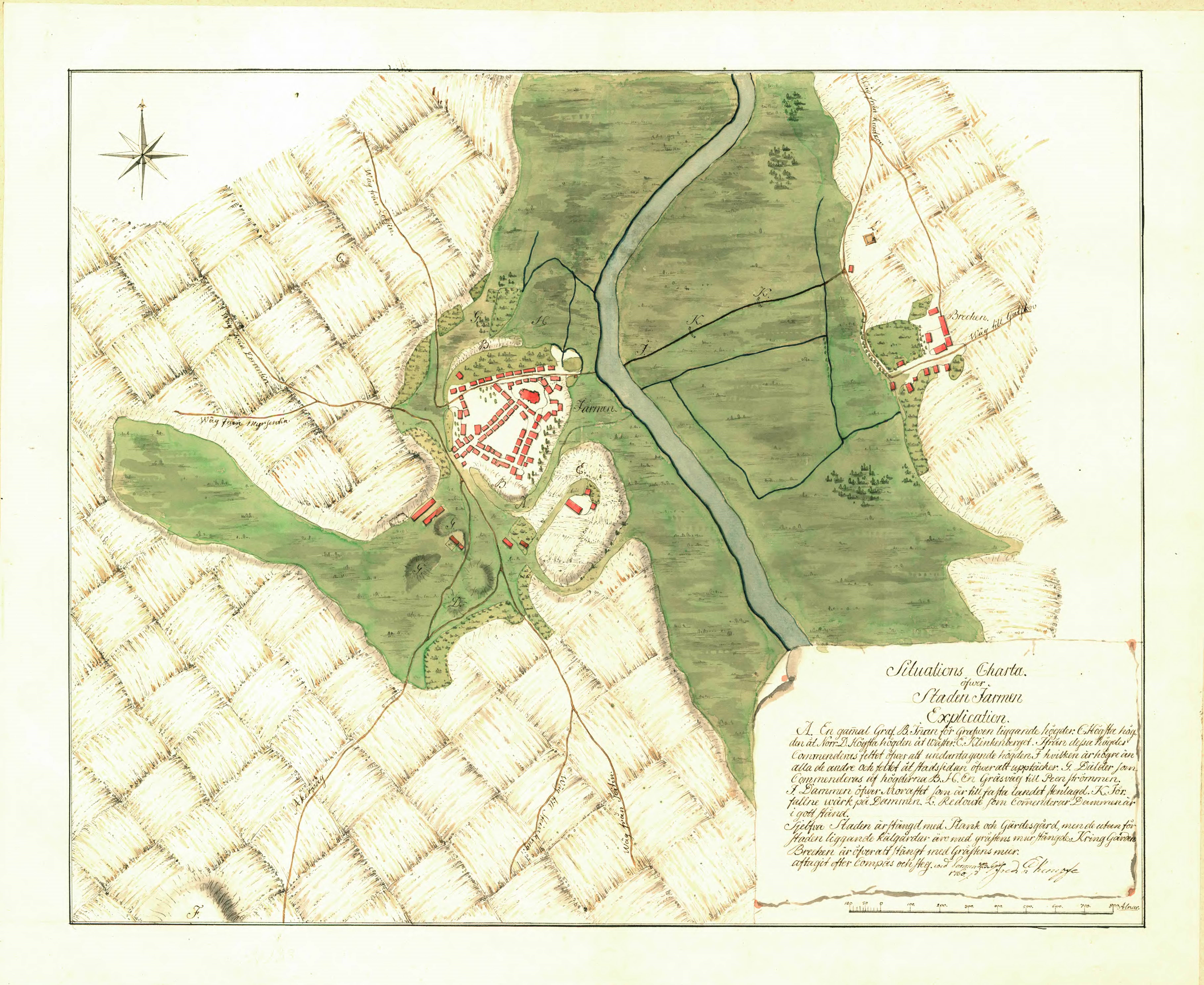
План города Ярмен, 1760 год

На месте строительства автомагистралии 20 были найдены предметы времён каменного и бронзового веков, среди которых поселение и место для костров, датируемое 830 годом до н.э. С 690 года н.э. началось славянское заселение этой местности. В VIII веке впервые упоминается область вокруг Ярмена. С 1186 по 1227 год Померания вместе с Ярменом находилась под датским феодальным владением. После 1250 года в районе старого перехода через реку Пене был основан город. 13 августа 1269 года город впервые упоминается в документе как Гермин (Hermin). Около 1277 года город и земли Гермина с землями Бенцин, Земмин, Мюссентин, Царрентин и Тойтин принадлежали Камминскому епископству. Местное епископское представительство в Гермине получало ежегодно семь фунтов соли от аббатства Эльдена. В 1290 году населённый пункт был назван оппидум (oppidum). В 1305 году герцог Оттон I из Померании получил Ярмен от епископа Генриха Камминского в феодальное владение.
В 1631 году Ярмен стал административным центром померанского амта Иккермюнде. Благодаря своему расположению у переправы через Пене Ярмен стал важным транспортным узлом. После Тридцатилетней войны Ярмен с 1648 по 1720 годы был частью Шведской Померании. После окончания Великой Северной войны в 1720 году Ярмен стал прусским приграничным городом. Только в 1815 году территории к северу от Пене вошли в состав Пруссии.
В 1777 году население Ярмена составляло 532 человека. Несколько городских пожаров, в том числе в 1742 и 1839 годах, уничтожили часть исторической застройки.

### С 1800 года
В 1816 году в Ярмене проживало 615 человек. Прусский король Фридрих Вильгельм IV посетил Ярмен в 1856 году и передал 2000 талеров на строительство новой городской церкви. Впервые переправа через Пене у Ярмена упоминается в 1368 году. Паромное сообщение было прекращено в 1863 году после строительства деревянного разводного моста через Пене.
В 1862 году население Ярмена составляло 1695 человек, здесь находились церковь, две школы, приют для бедных, ратуша, 172 жилых дома и 308 хозяйственных построек.
В 1893 году порт был соединен с городами Фридланд и Анклам посредством Мекленбург-Померанской узкоколейной железной дороги. В 1897 году из Шмарсова Ярмен был соединён с Демминской восточной узкоколейной железной дорогой, чья линия связывала Деммин с Трептовом. Первый железобетонный мост через Пене был построен в 1910 году.
Железнодорожные линии были закрыты в 1945 году, а пути и подвижной состав отправлены в Советский Союз в качестве репарационных выплат.
До конца Второй мировой войны Ярмен относился к району Деммин в прусской провинции Померания, которая после войны была включена в состав земли Мекленбург. В ГДР Ярмен входил в состав района Деммин в округе Нойбранденбург, с 1990 года — в земле Мекленбург-Передняя Померания. С момента реформы административного деления 2011 года Ярмен находится в районе Передняя Померания-Грайфсвальд.
Центральная часть города была капитально отреставрирована с 1991 года в рамках программы градостроительного финансирования. Проходившая через город федеральная трасса 110 была выведена на объездную дорогу.

## Население
| Год  | Численность населения |
| ---- | --------------------- |
| 1990 | 3510                  |
| 1995 | 3234                  |
| 2000 | 3180                  |
| 2005 | 3457                  |
| 2010 | 3202                  |
| 2015 | 3015                  |
| 2020 | 2941                  |
| 2021 | 2922                  |
| 2022 | 2914                  |

Данные приведены по состоянию на 31 декабря каждого года
Рост численности населения между 2000 и 2005 годами объясняется включением населённого пункта Плётц в состав города в 2004 году.

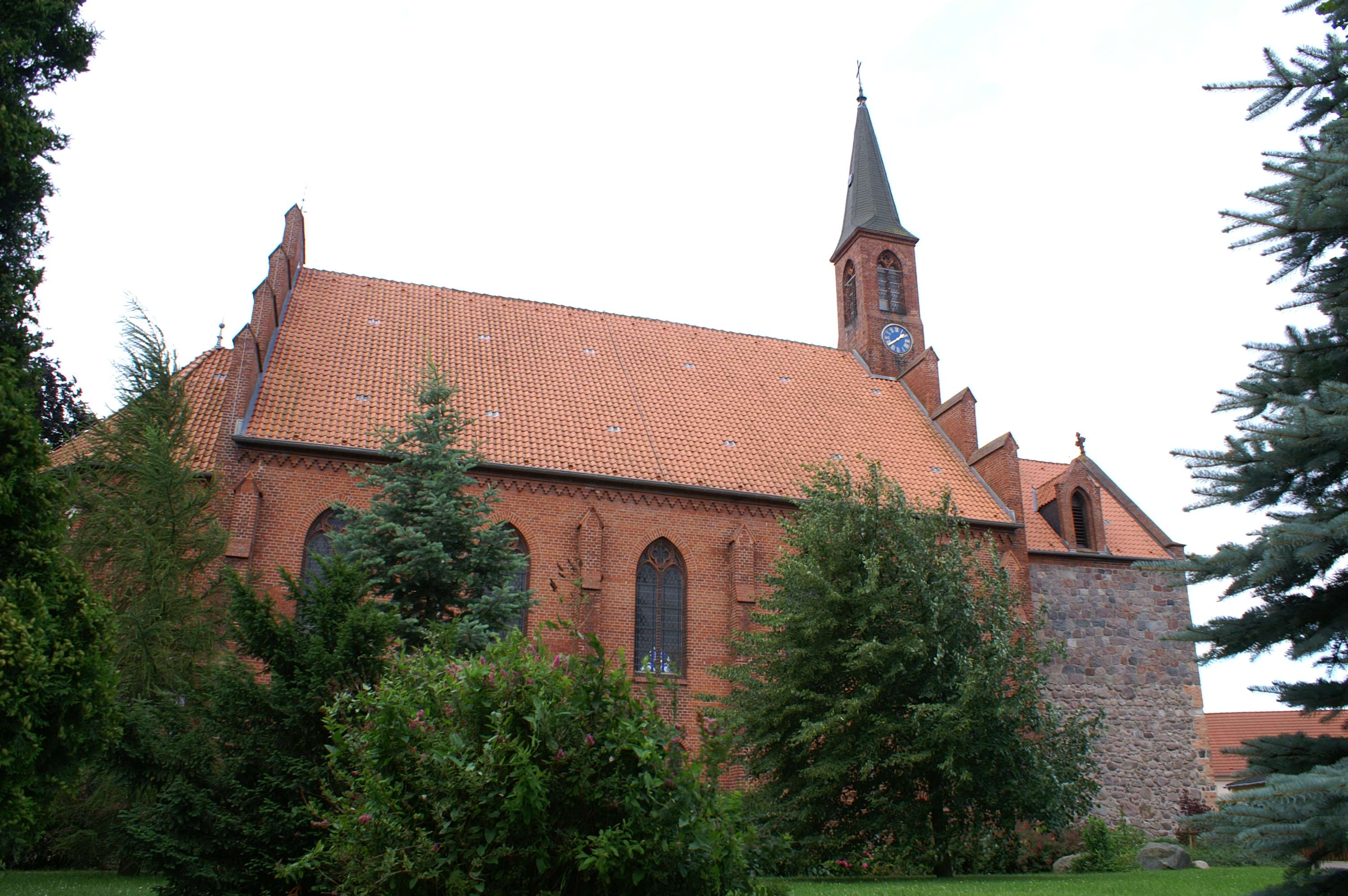
Церковь Святой Марии в Ярмене

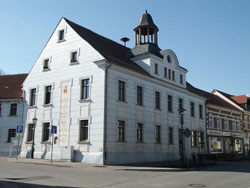
Ратуша города Ярмена

## Достопримечательности
- Неоготическая церковь Святой Марии, освящена в 1863 году. Строительство поддержал прусский король Фридрих Вильгельм IV Считается, что архитектор Фридрих Август Штюлер переработал строительные планы. Хор имеет три окна с замечательными витражами.
- Ратуша с городской летописью на фронтоне, построена в начале XIX века и отреставрирована в 1966 году.
- Треугольная площадь Старого рынка возле церкви, представляющая собой уютный ансамбль маленького города. До 1967 года весь транспорт по старой трассе F 96 проходил через мост через Пене и эту площадь.
- Дом Ватерштрассе на Новом рынке, 5, построенный в 1912 году с характерными элементами югендстиля. Здесь располагался магазин HO, а теперь здание занимает банк Volksbank.
- Церковь в Плётце — прямоугольное здание из полевого камня с кирпичными включениями. Интерьер датируется 1841 годом.
- Капелла в Гросс-Тойтине — полевое каменное строение в неороманском стиле, построенное в 1860 году на месте более старого здания.